# Georg Haas (graveur)
Georg Christian Wilhelm Haas (en français, Georges Haas) est un graveur danois, né à Hambourg le 5 juin 1751, et mort à Copenhague le 10 mai 1817.

## Biographie
Georg Haas est le fils de Jonas Carl Frederick Washer Haas (Nuremberg, 1720 – Copenhague, 10 avril 1775) et le frère de Meno et Peter Haas, graveurs sur cuivre.

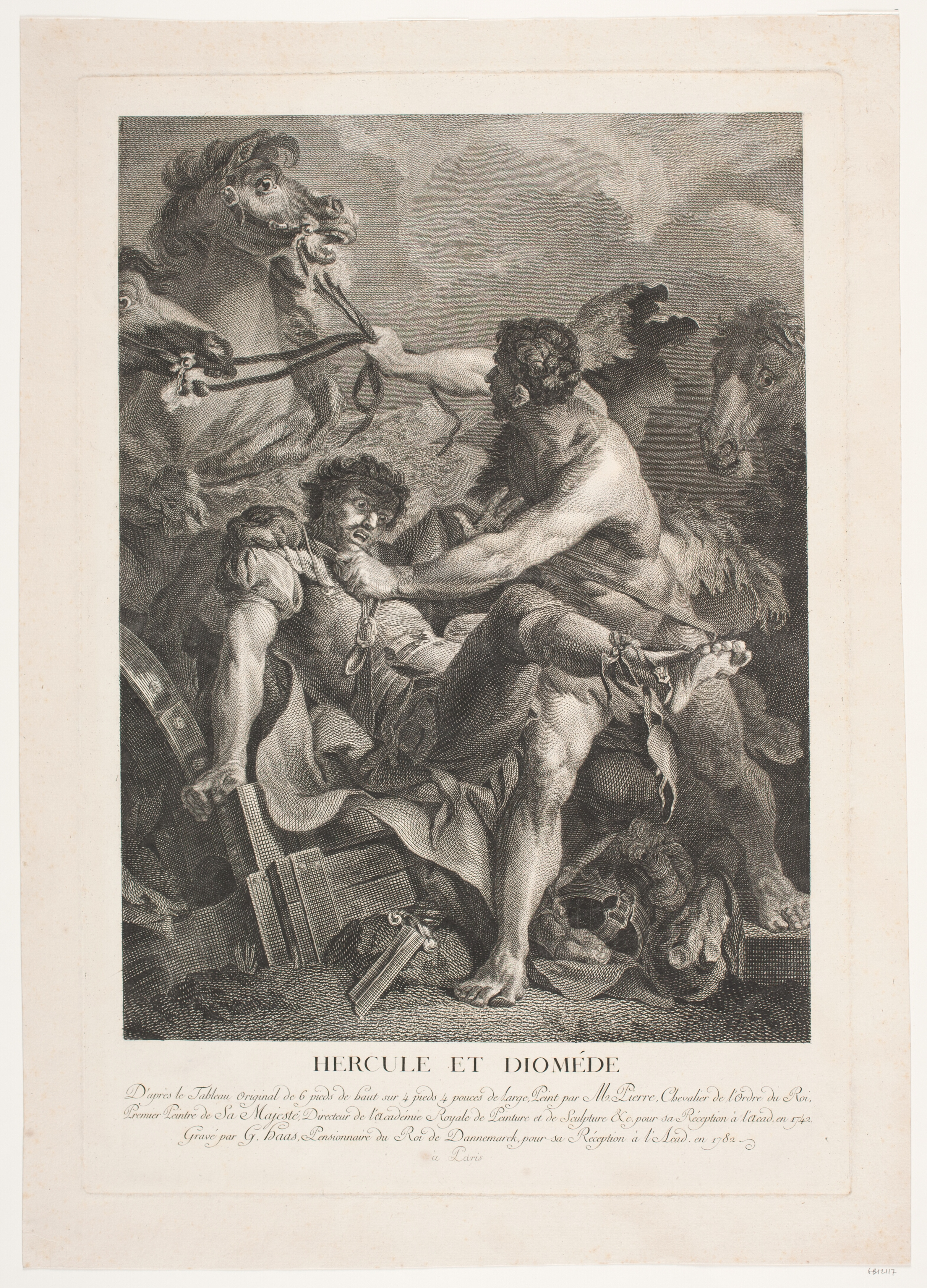
Hercule et Diomède présenté pour sa réception à l'Académie royale de peinture et de sculpture en 1782

Il a été formé à l'Académie royale des beaux-arts du Danemark dès 1770  dont il a remporté la petite médaille d'argent en 1772, la grande en 1773 et le prix la grande médaille d'or en 1776. Ce prix permettait de partir à l'étranger en tant que « pensionné » de l'Académie. Malgré le faible montant de cette pension, Georges Haas est parti à Paris où il est devenu l'élève du graveur Nicolas de Launay comme l'avait été quelques années plus tôt Johan-Frederik Clemens. En 1782, il a réalisé la gravure Hercule faisant dévorer Diomède par ses propres chevaux d'après le tableau de Jean-Baptiste-Marie Pierre. Il est alors reçu à l'Académie royale de peinture et de sculpture le 28 septembre 1782 avec cette gravure. Cette réception est confirmée par le roi le 9 novembre. Il est reparti ensuite à Copenhague d'où il écrit une lettre de compliment à l'Académie lue le 25 janvier 1783, puis en 1784.

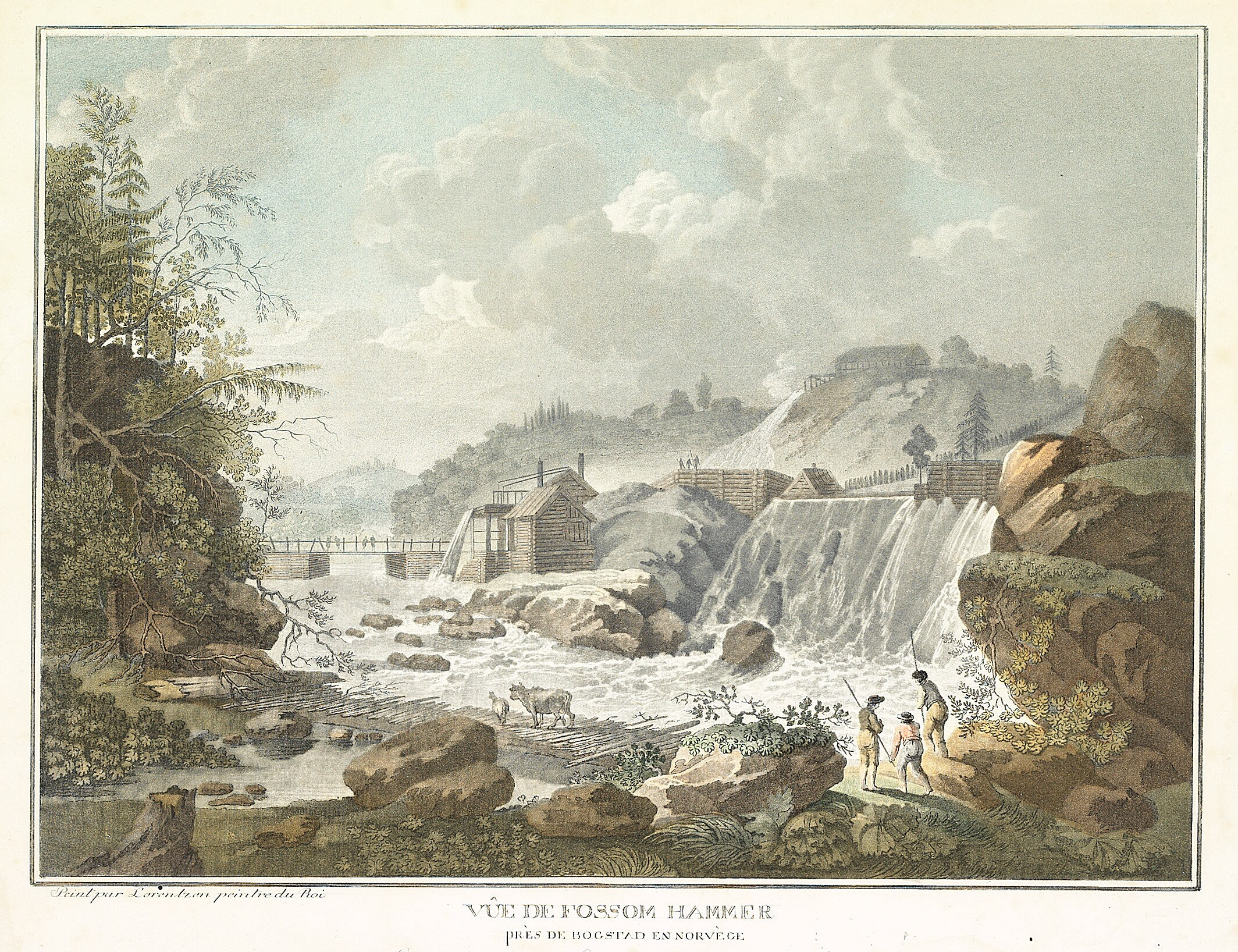
Marteau à fosse de Lysakerelva i Bærum, gravure à l'aquatinte d'après Christian August Lorentzen (entre 1792 et 1811, coll. priv.).

Il est reçu en janvier 1783 de l'Académie de Copenhague. Cependant, à cette époque, les fonds pour financer les graveurs sur cuivre sont limités. Haas a postulé en vain pour un poste de professeur à l'école de l'Académie ou le poste de dessinateur d'archives après Søren Abildgaard. Il a reçu le titre de graveur de la cour avec une petite pension du roi. En 1810, il réussit à devenir professeur à l'école de l'Académie, mais ses revenus sont restés faibles. En 1811, il est devenu comptable et trésorier de l'Académie.
Il s'est marié en 1809 avec Johanne Christine Sønderup. Georg Haas est mort à Copenhague le 10 mai 1817. Sa veuve est morte en 1835. Haas a été inhumé au cimetière Assistens.
En 1820, les archives cartographiques danoises ont acheté les plaques de cuivre laissées après sa mort. Ses gravures sont présentes dans le Statens Museum for Kunst.